# Monanthotaxis
Monanthotaxis is een geslacht uit de familie Annonaceae. De soorten komen voor in tropisch en zuidelijk Afrika en op Madagaskar.

## Soorten
- Monanthotaxis ambrensis (Cavaco & Keraudren) Verdc.
- Monanthotaxis aquila P.H.Hoekstra
- Monanthotaxis atewensis P.H.Hoekstra
- Monanthotaxis atopostema P.H.Hoekstra
- Monanthotaxis barteri (Baill.) Verdc.
- Monanthotaxis bicornis (Boutique) Verdc.
- Monanthotaxis boivinii (Baill.) Verdc.
- Monanthotaxis bokoli (De Wild. & T.Durand) Verdc.
- Monanthotaxis brachytricha (Diels) Verdc.
- Monanthotaxis buchananii (Engl.) Verdc.
- Monanthotaxis caesia (Diels) Verdc.
- Monanthotaxis caffra (Sond.) Verdc.
- Monanthotaxis capea (E.G.Camus & A.Camus) Verdc.
- Monanthotaxis cauliflora (Chipp) Verdc.
- Monanthotaxis chasei (N.Robson) Verdc.
- Monanthotaxis congoensis Baill.
- Monanthotaxis congolana (Boutique) P.H.Hoekstra
- Monanthotaxis couvreurii P.H.Hoekstra
- Monanthotaxis diclina (Sprague) Verdc.
- Monanthotaxis dictyoneura (Diels) Verdc.
- Monanthotaxis dielsiana (Engl.) P.H.Hoekstra
- Monanthotaxis discolor (Diels) Verdc.
- Monanthotaxis discrepantinervia Verdc.
- Monanthotaxis elegans (Engl. & Diels) Verdc.
- Monanthotaxis enghiana (Diels) P.H.Hoekstra
- Monanthotaxis faulknerae Verdc.
- Monanthotaxis ferruginea (Oliv.) Verdc.
- Monanthotaxis filamentosa (Diels) Verdc.
- Monanthotaxis filipes P.H.Hoekstra
- Monanthotaxis foliosa (Engl. & Diels) Verdc.
- Monanthotaxis fornicata (Baill.) Verdc.
- Monanthotaxis gilletii (De Wild.) Verdc.
- Monanthotaxis glaucifolia (Hutch. & Dalziel) P.H.Hoekstra
- Monanthotaxis glaucocarpa (Baill.) Verdc.
- Monanthotaxis glomerulata (Le Thomas) Verdc.
- Monanthotaxis gracilis (Hook.f.) P.H.Hoekstra
- Monanthotaxis heterantha (Baill.) Verdc.
- Monanthotaxis hirsuta (Benth.) P.H.Hoekstra
- Monanthotaxis klainei (Engl.) Verdc.
- Monanthotaxis komorensis P.H.Hoekstra
- Monanthotaxis latistamina P.H.Hoekstra
- Monanthotaxis laurentii (De Wild.) Verdc.
- Monanthotaxis letestui Pellegr.
- Monanthotaxis letouzeyi (Le Thomas) Verdc.
- Monanthotaxis littoralis (Bagsh. & Baker f.) Verdc.
- Monanthotaxis lucidula (Oliv.) Verdc.
- Monanthotaxis madagascariensis (Cavaco & Keraudren) Verdc.
- Monanthotaxis malacophylla (Diels) Verdc.
- Monanthotaxis mannii (Baill.) Verdc.
- Monanthotaxis maputensis P.H.Hoekstra
- Monanthotaxis micrantha (Baker) Verdc.
- Monanthotaxis montana (Engl. & Diels) P.H.Hoekstra
- Monanthotaxis mortehanii (De Wild.) Verdc.
- Monanthotaxis nimbana (Schnell) Verdc.
- Monanthotaxis obovata (Benth.) P.H.Hoekstra
- Monanthotaxis oligandra Exell
- Monanthotaxis orophila (Boutique) Verdc.
- Monanthotaxis paniculata P.H.Hoekstra
- Monanthotaxis parvifolia (Oliv.) Verdc.
- Monanthotaxis pellegrinii Verdc.
- Monanthotaxis pilosa (Baill.) Verdc.
- Monanthotaxis podocarpa (Diels) Verdc.
- Monanthotaxis poggei Engl. & Diels
- Monanthotaxis scamnopetala (Exell) P.H.Hoekstra
- Monanthotaxis schweinfurthii (Engl. & Diels) Verdc.
- Monanthotaxis sororia (Diels) Verdc.
- Monanthotaxis stenosepala (Engl. & Diels) Verdc.
- Monanthotaxis trichantha (Diels) Verdc.
- Monanthotaxis trichocarpa (Engl. & Diels) Verdc.
- Monanthotaxis tripetala P.H.Hoekstra
- Monanthotaxis valida (Diels) Verdc.
- Monanthotaxis velutina (Sprague & Hutch.) P.H.Hoekstra
- Monanthotaxis vogelii (Hook.f.) Verdc.
- Monanthotaxis whytei (Stapf) Verdc.
- Monanthotaxis zenkeri P.H.Hoekstra